# Liste der Listed Buildings in New Cumnock
In dieser Liste sind sämtliche Baudenkmäler in der schottischen Stadt New Cumnock in East Ayrshire zusammengefasst. Die Bauwerke sind anhand der Kriterien von Historic Scotland in die Kategorien A (nationale oder internationale Bedeutung), B (regionale oder mehr als lokale Bedeutung) und C (lokale Bedeutung) eingeordnet. Derzeit gibt es in New Cumnock drei Denkmäler der Kategorie B und drei aus der Kategorie C.

## Denkmäler
| Name                    | Typ          | Lage                           | Kategorie | Eintrag | Bild                    |
| ----------------------- | ------------ | ------------------------------ | --------- | ------- | ----------------------- |
| Martyrs Parish Church   | Kirche       | 55° 23′ 45,6″ N, 4° 11′ 5,2″ W | B         | 14246   | Martyrs Parish Church   |
| New Cumnock Old Church  | Kirchenruine | 55° 23′ 53,8″ N, 4° 11′ 5″ W   | B         | 14247   |                         |
| Nith Bridge             | Brücke       | 55° 24′ 3,9″ N, 4° 10′ 58,4″ W | B         | 14248   | Nith Bridge             |
| Mossmark of Oldmill     | Bauernhof    | 55° 23′ 39,2″ N, 4° 11′ 8,2″ W | C         | 14249   |                         |
| East Polquhirter        | Bauernhof    | 55° 23′ 37,3″ N, 4° 9′ 22,7″ W | C         | 14250   |                         |
| Rathaus von New Cumnock | Rathaus      | 55° 23′ 46,5″ N, 4° 11′ 4,8″ W | C         | 50128   | Rathaus von New Cumnock |

- Karte mit allen Koordinaten:
- OSM |
- WikiMap